# Пань Фу
Пань Фу (кит. трад. 潘復, пиньинь Pān Fù; 22 ноября 1883, Цзинин, Шаньдун — 12 сентября 1936) — китайский политик, премьер-министр Китайской Республики с 1927 по 1928 год при правительстве Бэйяна. Он был исполняющим обязанности министра финансов с 24 июля 1920 года по 11 августа 1920 года, а затем с 11 июня 1921 года по 28 октября 1921 года, когда он замещал Ли Шивэя. Он был министром финансов с 1 октября 1926 года по 12 января 1927 года. 12 января 1927 года Фу стал премьер-министром и министром транспорта и занимал этот пост до 3 июня 1928 года.